# Atypophthalmus machidai
Atypophthalmus machidai là một loài ruồi trong họ Limoniidae. Loài này được phát hiện ở miền Cổ bắc và miền Ấn Độ - Mã Lai.